# Franz Ruschka
Franz Ruschka (* 8. November 1882 in Wien; † 10. Mai 1942 ebenda) war ein österreichischer Entomologe und Jurist, der über Wildbienen und Wespen in Oberösterreich forschte.

## Leben
Ruschka wurde als Sohn eines Versicherungsangestellten in Wien geboren. In den Jahren 1901 bis 1905 studierte er an der Universität Wien Jura und promovierte im Jahre 1906. Er wurde 1917 zum Notar ernannt und arbeitete von 1918 bis 1932 als Notar in Weyer, danach in Wien. Seine Forschung im Bereich der Insekten führte er parallel zu seiner beruflichen Tätigkeit aus. Die meisten seiner 18 Veröffentlichungen verfasste er in Weyer.

## Werk
Ruschka befasste sich mit der Biologie und Systematik der Mikro-Hymenoptera (Hautflügler), speziell mit den Erz- (Chalcidoidea) und Brackwespen (Braconidae). Dabei hat er auch einige neue Arten beschrieben und eine umfangreiche Sammlung angelegt, die sich nach Horn & Kahle seit 1926 im Naturhistorischen Museum in Wien befindet.

### Schriften
- Über erzogene Chalcidien aus der Sammlung der k. k. landwirtschaftlich-bakteriologischen und Pflanzenschutzstation in Wien. In: Verhandlungen der Zoologisch-Botanischen Gesellschaft in Wien. 62. Jahrgang (1912), S. 238–246 (zobodat.at [PDF; 721 kB]).
- mit August Thienemann: Zur Kenntnis der Wasser-Hymenopteren. In: Zeitschrift für wissenschaftliche Insektenbiologie. 9. Band (1913), S. 48–52, 82–87
- mit Leopold Fulmek: Verzeichnis der an der K. K. Pflanzenschutz-Station in Wien erzogenen parasitischen Hymenopteren. In: Zeitschrift für angewandte Entomologie. 2. Band (1915), S. 390–412
- Eine neue Eurytoma aus den Kokons von Monema flavescens Walk. (Hym., Chalcid). Ent. Mitt. 7 (7/9), 1918, S. 161–162
- Elasmus Schmitti n. sp., ein neuer Chalcidier aus Polistes gallicus L. Z.wiss.InsektBiol. 15, S. 1919, S. 231
- Chalcididenstudien. I. Teil. In: Verhandlungen der Zoologisch-Botanischen Gesellschaft in Wien. 70. Jahrgang (1920), S. 234–315 (zobodat.at [PDF; 4,7 MB]).
- Chalcididen-Studien. II Teil. Die europäischen Arten der Gattung Smicra Spin. In: Zeitschr. f. wiss. Insektenbiologie.
- Neue und wenig bekannte Chalcididen aus der Wachtlschen Sammlung. In: Zentralbrl. f. d. ges. Forstwesen. 1921
- Zur Morphologie und Systematik des Kornkäfer-Chalcidiers Lariophagus distinguendus Först. In: Zeitschrift für Angewandte Entomologie 7, 1921, S. 463–465
- Chalcididen-Studien. III. Teil. Die europäischen Arten der Gattung Chalcis Fabr. In: Konowia. Bd. 1, H. 4–5. 1922. S. 221–233 (zobodat.at [PDF]).
- Eine neue merkwürdige Braconidengattung. Arch. Naturgesch. 88(5), 1922, S. 138–139
- Beiträge zur Kenntnis einiger Encyrtidengattungen (Hym. Chalcid.). In: Verhandlungen der Zoologisch-Botanischen Gesellschaft in Wien. 72. Jahrgang (1922), S. 1–13 (zobodat.at [PDF; 974 kB]).
- Zwei neue Chalicidier aus Fichtenzapfen. In: Zeitschrift für angewandte Entomologie. 8. Band (1922), S. 161–162
- Ein neuer Holzkäferparasit aus der Tribus Cleonymini Schmiedekn. (Hym., Chalcididae). Ent. Mitt. 12(3/4), 1923, 198–201
- Chalcididenstudien. IV. Teil. Die europäischen Arten der mit Monodontomerus Westw. verwandten Gattungen. In: Zeitschrift für Angewandte Entomologie, Volume 9, Issue 2, 1923, S. 395–408
- Chalcididen-Studien. V. Teil. Die europäisch-mediterranen Eucharidinae und Perliampinae (Hym.Chalc.). In: Deutsche Entomologische Zeitschrift. 1924. S. 82–96
- Ergebnisse der zoologischen Expedition nach dem anglo-ägyptischen Sudan (Kordofan) 1914. XIII. Hymenoptera C. Chalcididae. In: Denkschriften der Akademie der Wissenschaften Wien 99, 1924, S. 99–100
- Kleine Beiträge zur Kenntnis der forstlichen Chalcididen und Proctotrupiden von Schweden. Ent. Tidskr. 1, 1924, S. 6–16
- Beitrag zur Kenntnis der forstlichen Braconiden. In: Zeitschrift für Angewandte Entomologie, Volume 11, Issue 2, S. 197–202, 1925